# Saint-Romain-les-Atheux
Saint-Romain-les-Atheux ist eine französische Gemeinde mit 949 Einwohnern (Stand: 1. Januar 2022) im Département Loire in der Region Auvergne-Rhône-Alpes. Die Gemeinde gehört zum Arrondissement Saint-Étienne im Kanton Le Pilat.

## Geografie
Saint-Romain-les-Atheux liegt etwa neun Kilometer südlich von Saint-Étienne in der historischen Landschaft Forez. Im Nordosten der Gemeinde fließt der Cotatay.
Umgeben wird Saint-Romain-les-Atheux von den Nachbargemeinden La Ricamarie im Norden, Saint-Genest-Malifaux im Osten, Jonzieux im Süden, Saint-Just-Malmont im Westen und Südwesten sowie Le Chambon-Feugerolles im Westen und Nordwesten.

## Bevölkerungsentwicklung
| Jahr                       | 1962 | 1968 | 1975 | 1982 | 1990 | 1999 | 2006 | 2017 |
| -------------------------- | ---- | ---- | ---- | ---- | ---- | ---- | ---- | ---- |
| Einwohner                  | 347  | 342  | 385  | 700  | 780  | 816  | 905  | 960  |
| Quellen: Cassini und INSEE |      |      |      |      |      |      |      |      |